# Црква Рођења Пресвете Богородице у Богатићу
Црква Рођења Пресвете Богородице у Богатићу саграђена је 1856. године на темељима старије грађевине. Представља непокретно културно добро као споменик културе од великог значаја.

## Историјат
Половином 19. века саграђена је велика, једнобродна црква са припратом, хором и звоником. При уласку у цркву, споља са десне старне на зиду стоји плоча која говори да је црква подизана 1854 - 1856. године. У градњи су учествовале места: Богатић, Дубље, Белотић и Метковић. Посвећена је Пресветој Богородици и представља прави драгуљ наше културне прошлости. Иако је црква довршена 1856. године, прошло је неколико година док 1863. године црквена општина није решила да изврши уређење унутрашњости. Иконостас, као и цела унутрашњост цркве урађени су тек 1871. године у имитацији мермера и стилизованих мотива биљне орнаментике и са сценама из Старог завета. Израда иконостаса је поверена Стевану Тодоровићу, живописцу и професору реалке из Београда, који је то и урадио са својом женом Полексијом. Зидну декорацију урадили су „МОЛЕРИ ИВАН Д. ДОСПЕВСКИ И РИСТО З. ЗОГРАФСКИ ИЗ САМОКОВ 1871", како је забележено одмах изнад хора. Из старе цркве која је саграђена 1795. године пренете су 54 иконе, два филигрантска крста, 2 јеванђеља и 20 богослужбених књига. Црква Пресвете Богородице је значајан споменик културе, стављен под заштиту државе.

## Изглед цркве
Црква у Богатићу је саграђена половином 19. века, као велика, једнобродна грађевина са припратом, хором и звоником. Бело окречене фасаде једноставно су украшене лезенама и плитким слепим нишама и аркадама. У основи то је правоугаона грађевина са пространим широким наосом мањом припратом изнад које се диже галерија и звоник, великом полукружном олтарском апсидом и две мање певнице. Засведена је полуобличастим сводом и покривена двосливним кровом са бибер црепом. На храму су три портала: западни (изнад је мања розета), северни и јужни. Ни један од портала није посебно наглашен пластичном декорацијом. Унутрашњост је осветљена већим бројем прозорских отвора, а поплочана лепим каменим квадратним плочама. Високи звоник који се издиже на западном делу витких је линија барокно обликован. За иконостас који је класицистички конципиран, иконе по уметничким вредностима представљају једну од најзначајнијих целина сликара Стевана Тодоровића.
Поред ових икона храм поседује изузетно вредну збирку икона и црквених сасуда укупно: 53 иконе, два филигранска крста, 30 старих богослужбених књига.

## Галерија
- Олтарски простор